# Total Eclipse – Die Affäre von Rimbaud und Verlaine
Total Eclipse – Die Affäre von Rimbaud und Verlaine ist ein Spielfilm der polnischen Regisseurin Agnieszka Holland. Christopher Hampton schrieb das Theaterstück, das als Vorlage diente, sowie das Drehbuch.

## Handlung
Der Film handelt von der selbstzerstörerischen homosexuellen Beziehung der französischen Lyriker Arthur Rimbaud und Paul Verlaine. Beide wurden Vorreiter des Symbolismus und übten eine tiefe Wirkung auf die französische Literatur des 20. Jahrhunderts aus.
Der ältere Verlaine trifft sich mit Rimbauds Schwester in Paris. Sie verlangt die Übergabe aller anstößiger Briefe und Gedichte Rimbauds, um sie zu verbrennen. Verlaine erinnert sich an die unkonventionelle Beziehung zu Rimbaud.
Im September 1871 erhält der in Paris lebende Verlaine einen Brief des erst 16-jährigen Rimbaud. Die dem Brief beigelegten Gedichte begeistern Verlaine so sehr, dass er Rimbaud einlädt und ihm anbietet, mit Verlaine und seiner Frau Mathilde zu leben. Wenig später bringt Mathilde einen Sohn zur Welt. Doch die Beziehung des Ehepaares wird empfindlich durch Rimbaud gestört.

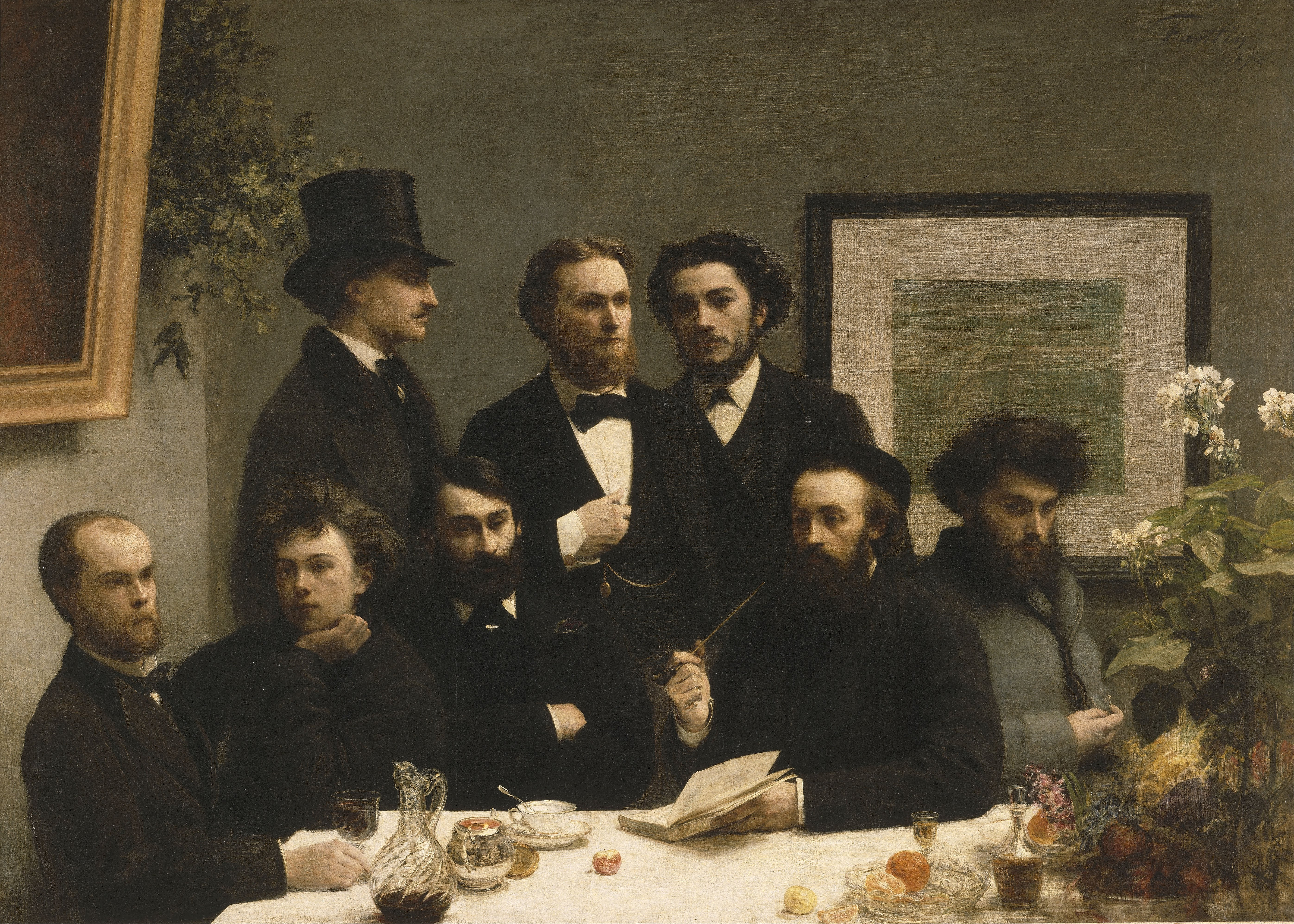
Paul Verlaine und Arthur Rimbaud (links sitzend; Gemälde von Henri Fantin-Latour, 1872)

Rimbaud verführt Verlaine, der die Beziehung fern jeder Konvention als befreiend empfindet und seine Kreativität als Schriftsteller wiederentdeckt. Ihre Beziehung ist geprägt von Gewalt, Anfeindungen, wiederholten Trennungen und Versöhnungen. Verlaine misshandelt seine Frau und verlässt sie schließlich. Er und Rimbaud unternehmen Reisen, die sie über England bis nach Belgien führen, wo es zum entscheidenden Eklat kommt. Verlaine schießt Rimbaud mit einer Pistole, die er gekauft hat, um seinem eigenen Leben ein Ende zu setzen, in die Hand und wird daraufhin wegen Sodomie und versuchten Mordes zu zwei Jahren Gefängnis verurteilt. In der Haft findet Verlaine zu Gott und wird religiös. Rimbaud vollendet Une saison en enfer (1873) und beendet sein künstlerisches Schaffen im Alter von 21 Jahren.
Verlaines Versuche, sich nach der Haft wieder mit Rimbaud zu versöhnen, scheitern. Bei ihrem letzten Treffen zwingt Rimbaud Verlaine sich zu entscheiden: „Wähle zwischen meinen Körper oder meiner Seele!“ „Ich will deinen Körper“. Rimbaud antwortet: „Du wirst jemand anderes finden müssen“, wendet sich ab und verlässt ihn.
Rimbaud bereist in den folgenden Jahren Europa und Afrika. In Abessinien (Äthiopien) betreibt er einen Handelsstützpunkt. Er erkrankt an Knochenkrebs und kehrt 1891 nach Marseille zurück, wo ihm das Bein amputiert wird. Seine Schwester pflegt ihn bis zu seinem Tod.
Sie erzählt dem alten Verlaine, dass ein Priester Rimbaud die Beichte abgenommen hat. Rimbaud habe Reue gezeigt. Demzufolge sollten nur die zensierten Versionen seines Werks erhalten bleiben. Verlaine geht scheinbar darauf ein, aber als Rimbauds Schwester gegangen ist, zerreißt er ihre Adresskarte. Rimbaud zeigt sich ihm in einer Vision und gesteht ihm seine Liebe, die Verlaine mit diesem letzten Akt der Rebellion verdient hat.

## Drehorte
Die Dreharbeiten fanden vom 16. Januar bis zum 18. März 1995 statt. Für die Innenaufnahmen wurden die Filmateliers der französischen Produktionsfirma SFP in Bry-sur-Marne genutzt. Für die Außenaufnahmen dienten unter anderem der Jardin du Palais Royal und die Passage du Grand-Cerf in Paris sowie die Museumseisenbahn Train de l’Ardèche und der Bahnhof von Colombier-le-Vieux im Département Ardèche.
In Belgien fanden Aufnahmen in Blankenberge und Antwerpen statt. In Dschibuti wurde in den Wüsten Grand Bara und Petit Bara gedreht und im Golf von Ghoubbet-el-Kharab.

## Rezeption
Das Porträt gequälter Künstler, in diesem Falle abgehandelt an Verlaine und Rimbaud, wurde von der Kritik in einer Reihe ähnlicher dramatischer Nachstellungen gesehen. Thematisch im Mittelpunkt stünden „die Natur des Genies, die wahre Bedeutung der Kunst und die unfehlbare Fähigkeit großartiger Menschen, sich selbst und andere zu zerstören.“ Verglichen wurde Rimbaud mit J. D. Salingers Holden Caulfield, James Dean, Mozart, mehrfach sogar mit Jim Morrison.
Roger Ebert schrieb: „Rimbaud erscheint auf der Bildfläche wie jemand, der schon damals zu viele Mickey-Rourke-Filme gesehen hat. [...] Die Gedichte können gelesen werden. Der Film muss für sich selbst stehen, unabhängig von den Gedichten, und das tut er leider nicht. [...] Man bewundert die Energie und den Einfallsreichtum, den Holland, Thewlis und DiCaprio in den Film gesteckt haben, aber man würde ihn lieber aus der Ferne bewundern.“
Über die Beziehung der Protagonisten zueinander meinte Ed Gonzalez im Slant Magazine: „Es ist wie bei Salieri und Mozart, nur dass Verlaine und Rimbaud ihre Probleme mit ins Schlafzimmer nehmen. Trotz seines faszinierenden Themas ist Total Eclipse sowohl ungeschminkt als auch lieblos. Holland scheint sich wenig darum zu scheren, wie sich Rimbauds und Verlaines krasse Beziehung auf ihre Dichtkunst auswirkte.“ Auch Marjorie Baumgarten von The Austin Chronicle bemerkte die einseitige Darstellung und spielte auf den Filmtitel an: „Die Kunst des Schreibens ist im Film schwieriger darzustellen als die Leidenschaften des Herzens, aber in diesem speziellen Fall sind beide Aspekte untrennbar miteinander verbunden. Ein Aspekt ohne den anderen ist nur eine partielle Eklipse.“
Der Filmkritiker Rob Gonzalez fand, Hamptons Theaterstück aus dem Jahr 1967 hätte in den 60ern bleiben sollen, wo es hingehöre: „Dieser Stoff könnte nur als schäbige Komödie gespielt werden, aber Hampton und Holland behandeln ihn als nicht enden wollende Tragödie. ‚Das Unerträgliche ist‘, sinniert Rimbaud, ‚dass nichts unerträglich ist.‘ Offensichtlich hatte er diesen Film nicht gesehen.“
James Berardinelli von Reel Views ging genauer auf die schauspielerischen Leistungen ein: „DiCaprio (Jim Carroll – In den Straßen von New York) und Thewlis (Nackt) haben beide Momente, in denen sie wirklich glänzen – letzterer als pathetischer Mann, der nach etwas sucht, das seine Inspiration neu entfacht, und ersterer als grausamer, zerrissener Jugendlicher, der die menschliche Gesellschaft als einen heuchlerischen, hässlichen Ort sieht. Andererseits haben beide auch Szenen, in denen sie übertreiben (man stelle sich vor, sie krabbeln herum und bellen wie Hunde). Die mit dem Cesar ausgezeichnete französische Schauspielerin Romane Bohringer (Wilde Nächte) ist ein Musterbeispiel für solides, konsistentes Schauspiel. Sie macht das Beste aus ihrer begrenzten Leinwandzeit.“ Auch andere Kritiker loben das Spiel Bohringers als Verlaines Frau Mathilde.
Zu den Akzenten der drei Hauptdarsteller (Amerikaner, Brite und Französin) bemerkte der Kritiker Emanuel Levy: „Die Akzente, der Fluch der meisten internationalen Koproduktionen, würden nicht so sehr stören, wenn die Erzählung runder und emotional befriedigender wäre.“ Zur Darstellung körperlicher Liebe meinte er: „Auch wenn die Sex-Szene – mit DiCaprio obenauf – nicht so erotisch oder heiß ist, wie man es sich erhofft, so ist sie doch viel expliziter, als es je ein Hollywood-Film gewagt hat zu zeigen.“
Anthony Puccinelli vom Chicago Reader sieht in der Erotik sogar den besonderen Reiz des Films: „In Total Eclipse liegt DiCaprio nackt neben Verlaine und ist ein ebenso mächtiges Instrument der Verführung wie seine Doppelgängerin Brigitte Bardot; er ist die andere Frau, die Verführerin, die den älteren Dichter seiner Frau und seinem Kind entreißt. [...] Egal wie sehr er andere Menschen verletzt [...] – ihm wird vergeben, weil er sexy ist. [...] Ironischerweise ist es vielleicht gerade das Scheitern des Films als Kunstwerk über Künstler, das ihm zum Erfolg als trashiges guilty pleasure verhilft. [...] Liegt es daran, dass der Betrachter durch die Reduzierung der Komplexität einer Figur gezwungen ist, nur ihre physische Oberfläche zu betrachten? [...] Wenn ja, dann könnte man sagen, dass Total Eclipse auf diese oberflächliche Weise erfolgreich ist.“